# بریژیت لاکت
بریژیت لاکت (فرانسوی: Brigette Lacquette‎؛ زادهٔ ۱۰ نوامبر ۱۹۹۲) بازیکن هاکی روی یخ اهل کانادا است.